# Aclytia albistriga
Aclytia albistriga là một loài bướm đêm thuộc phân họ Arctiinae, họ Erebidae.